# 3365 Recogne
A 3365 Recogne (ideiglenes jelöléssel 1985 CG2) a Naprendszer kisbolygóövében található aszteroida. Henri Debehogne fedezte fel 1985. február 13-án.